# Йорк (Німеччина)
Йорк (нім. Jork) — громада в Німеччині, розташована в землі Нижня Саксонія. Входить до складу району Штаде.
Площа — 62,27 км2. Населення становить 12 085 ос. (станом на 31 грудня 2021).

## Географії

### Адміністративний поділ
До складу громади входять 7 населених пунктів:
- Борстель
- Естебрюгге
- Гофе
- Йорк
- Кеніграйх
- Ладекоп
- Моренде

## Галерея

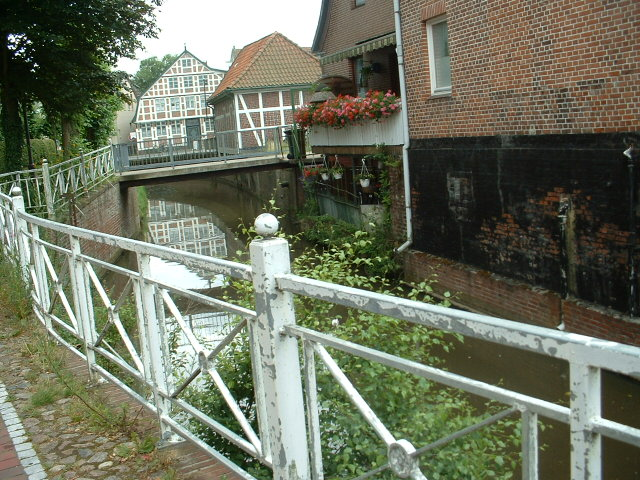
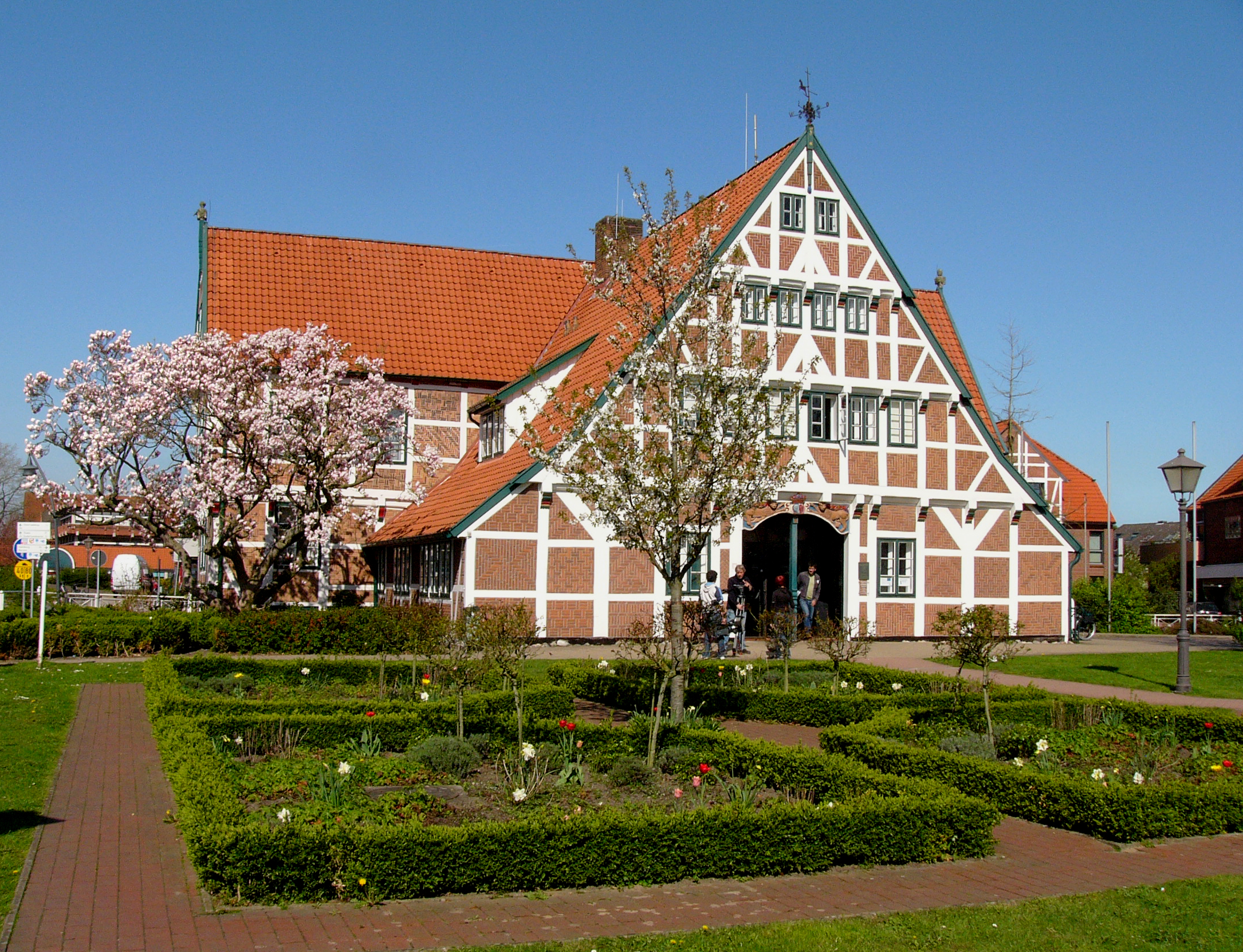
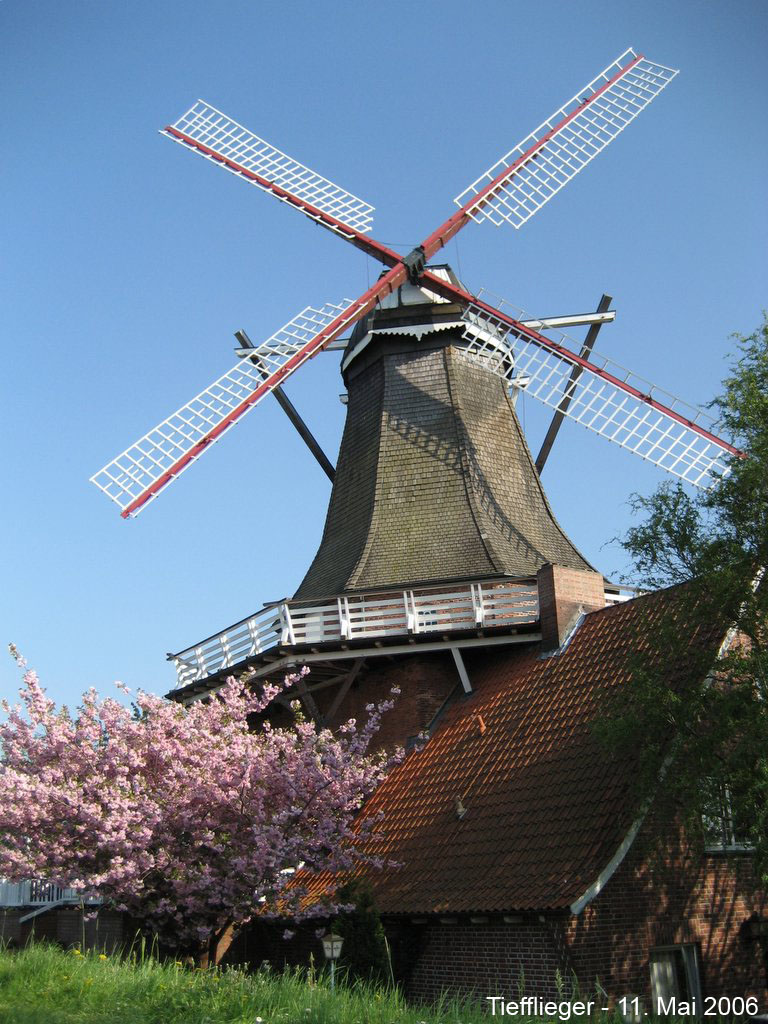
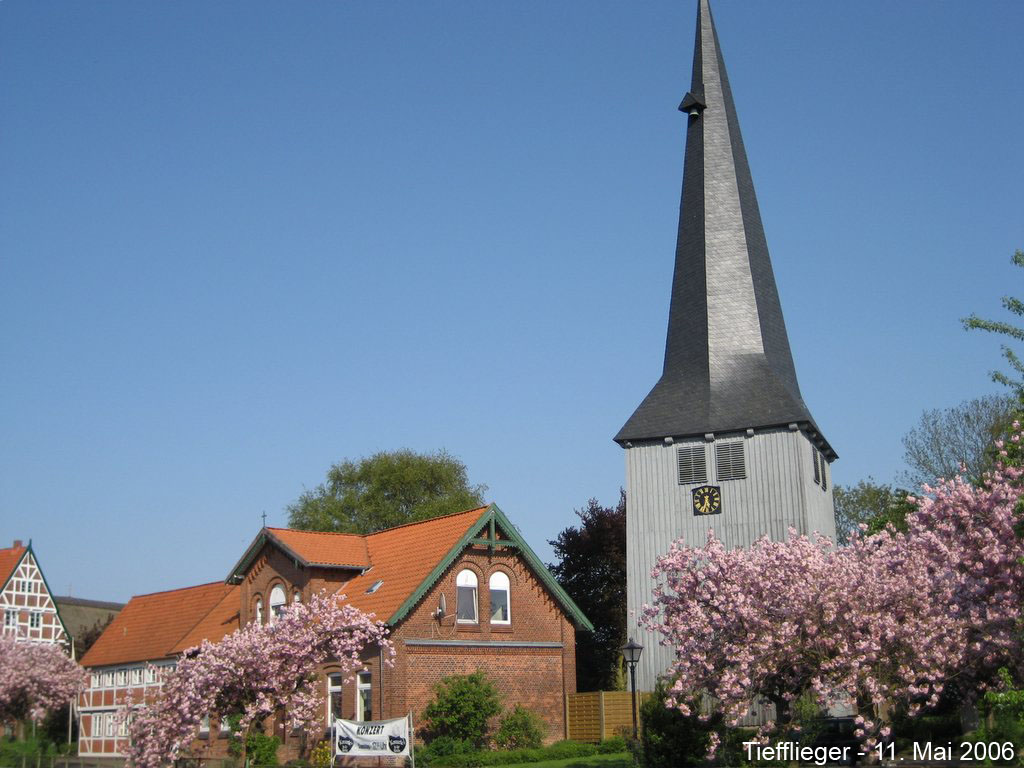
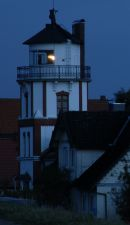
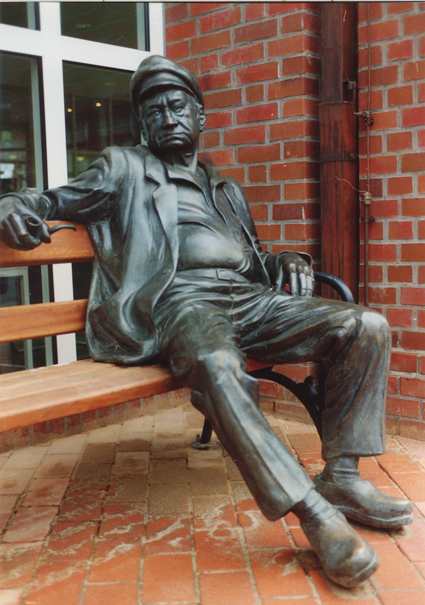